# 黔蜡瓣花
黔蜡瓣花（学名：Corylopsis obovata），为金缕梅科蜡瓣花属下的一个植物种。